# Sistemas de automatización de oficinas
Los sistemas de automatización de oficinas, también llamados OAS por sus siglas en inglés (Office Automation Systems) consisten en aplicaciones destinadas a ayudar al trabajo diario del administrativo de una organización, forman parte de este tipo de software los procesadores de textos, las hojas de cálculo, los editores de presentaciones, los clientes de correo electrónico, etc. Cuando varias de estas aplicaciones se agrupan en un mismo paquete de software para facilitar su distribución e instalación, al conjunto se le conoce con el nombre de suite ofimática.

## Modelos de OAS
Quizá el paquete de software más popular que puede ajustarse a la definición de OAS (y al de suite ofimática) sea Microsoft Office en cualquiera de sus versiones. Este software, perteneciente a la compañía Microsoft, funciona oficialmente bajo los sistemas operativos Microsoft Windows y Apple Mac OS, aunque también lo hace en Linux si se utilizan emuladores.
Existen otras suites ofimáticas disponibles para cualquier usuario que se distribuyen libremente, algunas de ellas son:
- StarOffice
- OpenOffice.org
- KOffice
- Gnome Office
- LibreOffice

## Modelos OAS en la actualidad
En la actualidad, con la aparición de la filosofía de la Web 2.0 están proliferando las suites ofimáticas en línea, que no son más que aplicaciones que cumplen las mismas funciones que los clásicos OAS de escritorio, pero disponibles para ser utilizados en algún portal de Internet. Estas suites presentan la ventaja de que un usuario puede trabajar con sus propios documentos desde cualquier ordenador conectado a Internet, además, en estos sistemas suele ser muy fácil compartir documentos, facilitando así el trabajo colaborativo. Algunas de estas suites son:
- Google Docs y Hojas de cálculo de Google
- Zoho
- Peepel